# Quận Gallatin, Illinois
Quận Gallatin là một quận thuộc tiểu bang Illinois, Hoa Kỳ.
Quận này được đặt tên theo. Theo điều tra dân số của Cục điều tra dân số Hoa Kỳ năm 2000, quận có dân số 6445 người. Quận lỵ đóng ở Shawneetown.

## Địa lý
Theo Cục điều tra dân số Hoa Kỳ, quận có diện tích 851 km2, trong đó có 12 km2 là diện tích mặt nước.

## Thông tin nhân khẩu
Theo điều tra dân số 2 năm 2000, quận đã có dân số 6.445 người, 2.726 hộ gia đình, và 1.837 gia đình sống trong quận hạt. Mật độ dân số là 20 người trên một dặm Anh vuông (8/km ²). Có 3.071 đơn vị nhà ở với mật độ bình quân 10 trên một dặm Anh vuông (4/km ²). Cơ cấu chủng tộc của dân cư sinh sống trong quận bao gồm 98,37% người da trắng, 0,26% da đen hay Mỹ gốc Phi, 0,71% người Mỹ bản xứ, 0,06% châu Á, Thái Bình Dương 0,03%, 0,09% từ các chủng tộc khác, và 0,47% từ hai hoặc nhiều chủng tộc. 0,87% dân số là người Hispanic hay Latino thuộc một chủng tộc nào. 28,8% là của Mỹ, Đức 18,3%, 14,5% người Ailen, 12,8% người gốc Anh và 5,6% gốc Pháp theo điều tra dân số năm 2000. 98,2% nói người gốc Anh và 1,3% tiếng Tây Ban Nha là ngôn ngữ đầu tiên của họ.
Trong cuộc bầu cử năm 1994 cho Thống đốc Illinois, Gallatin là quận duy nhất giành chiến thắng của ứng cử viên Dân chủ, Dawn Clark Netsch.
Có 2.726 hộ, trong đó 28,30% có trẻ em dưới 18 tuổi sống chung với họ, 54,80% là đôi vợ chồng sống với nhau, 9,80% có một chủ hộ nữ và không có chồng, và 32,60% là không lập gia đình. 29,40% hộ gia đình đã được tạo ra từ các cá nhân và 16,10% có người sống một mình 65 tuổi hoặc lớn hơn. Cỡ hộ trung bình là 2,34 và cỡ gia đình trung bình là 2,90.
Trong dân số quận đã được trải ra với 22,20% dưới độ tuổi 18, 8,20% 18-24, 25,40% 25-44, 26,00% từ 45 đến 64, và 18,20% từ 65 tuổi trở lên người. Độ tuổi trung bình là 41 năm. Đối với mỗi 100 nữ có 94,10 nam giới. Đối với mỗi 100 nữ 18 tuổi trở lên, đã có 90,00 nam giới.
Thu nhập trung bình cho một hộ gia đình trong quận đã đạt mức USD 26.118, và thu nhập trung bình cho một gia đình là USD 34.539. Phái nam có thu nhập trung bình USD 30.750 so với 20.280 USD của phái nữ. Thu nhập bình quân đầu người đạt mức 15.575 USD. Có 15,30% gia đình và 20,70% dân số sống dưới mức nghèo khổ, bao gồm 31,10% những người dưới 18 tuổi và 14,10% của những người 65 tuổi hoặc hơn.